# خونیک پای گدار
خونیک پای گدار روستایی در دهستان قائن بخش مرکزی شهرستان قائنات استان خراسان جنوبی ایران است. بر پایه سرشماری عمومی نفوس و مسکن در سال ۱۳۹۰ جمعیت این روستا ۸۵ نفر (در ۲۹ خانوار) بوده‌است.